# Естенфельд
Естенфельд (нім. Estenfeld) — громада в Німеччині, розташована в землі Баварія. Підпорядковується адміністративному округу Нижня Франконія. Входить до складу району Вюрцбург. Центр об'єднання громад Естенфельд.
Площа — 18,12 км2. Населення становить 5288 ос. (станом на 31 грудня 2020).